# 岡田善同
岡田善同（1558年－1631年6月28日（一說是1629年））是日本戰國時代武將、江戶時代初期美濃國旗本、美濃國代官（美濃郡代）。下切館館主。父親是岡田重善。兄長是重孝。兒子有善政。妻子是織田長孝的女兒。官職是伊勢守。與兒子善政一同以岡田將監為名。

## 生平
在尾張國出生，仕於織田信長。兄長重孝是信長的次男織田信雄的重臣，但是在小牧長久手之戰時被懷疑與羽柴秀吉內通而被信雄謀殺。善同仕於佐佐成政，在肥後國人一揆平定戰等戰事中活躍著，但是因為佐佐家被改易而成為浪人，後來仕於德川家康。在慶長5年（1600年）的關原之戰中屬於東軍的加藤清正並立下戰功，因為這次功績而成為5千石旗本。還成為美濃國幕府領的代官，在可兒郡下切（現今可兒市）建起下切館。
深受德川家康信任，作為名古屋城築城普請奉行、大坂之陣的陣奉行、山田奉行營造伊勢神宮時盡力。在慶長18年（1613年）至寛永6年（1629年）成為美濃國代官（美濃郡代），作為治水奉行指揮尾張國御圍堤築堤至美濃國側的工事。
在農民保護政策和治水事業中活躍，建立起美濃國獨自國役普請制度「濃州國法」的原型。亦是猿尾堤的提案人物（有說法指是岡田善政）。
在寛永8年（1631年）成為5千3百石的旗本，設置揖斐陣屋。

## 與雉子麺的關係
根據愛知縣名古屋市的名物きしめん（羅馬字：Kishimen）名稱由來的説法之一，就是這種麵本來是被稱為「雉子麺」（羅馬字：Kijimen）。在岡田善同成為名古屋城築城普請奉行的時期，部下獻上以綠雉的肉配以平滑的麺，善同對此相當贊賞。後來演變成沒有綠雉肉，這種麺的名稱就由雉子麺變成。

## 登場作品
小説
- （海音寺潮五郎 文春文库 收錄在 2003年）